# Одесский институт благородных девиц
Одесский институт благородных девиц (имени императора Николая I) — женское образовательное учреждение (институт благородных девиц) Российской империи.

## История
Одесский институт благородных девиц был создан в 1828 году для девушек из богатых и аристократических семей. Его предшественником считается Женский благородный институт, основный в Одессе герцогом де Ришельё в 1805 году.
В первые годы существования у института не было своего собственного постоянного помещения, поэтому с разрешения Новороссийского генерал-губернатора графа М. С. Воронцова была создана специальная комиссия для устройство собственного институтского помещения. Для этой цели из государственной казны были выделены сто тысяч рублей на возведение здания с домовой церковью.

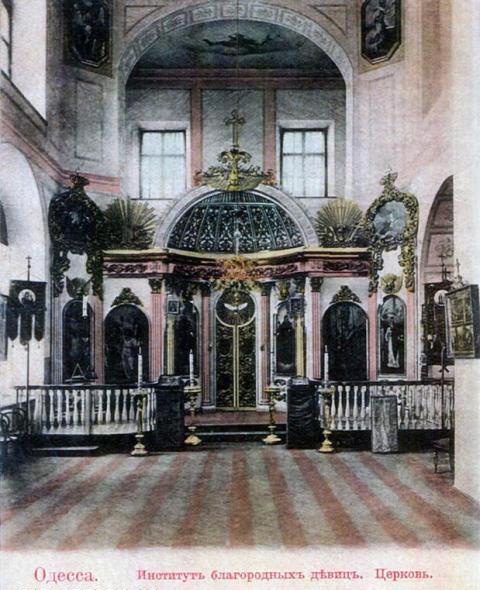
Домовая церковь Одесского института благородных девиц

В 1831 году институту был выделен земельный участок, на котором началось строительство здания. Одновременно для воспитанниц был заложен большой институтский сад. Главный корпус института спроектировал архитектор Франческо Боффо. После двух лет строительства, в 1833 году, Одесский институт благородных девиц переехал в собственные помещения, и 8 апреля 1834 года в его стенах состоялось торжественное освящение домовой церкви во имя святой Великомученицы царицы Александры.
Со временем, увеличение количества воспитанниц стало причиной строительства для института нового здания гораздо большего размера. 19 мая 1855 года была совершена закладка нового здания с участием преосвященного Иннокентия, архиепископа Херсонского. Новый корпус института благородных девиц был построен в 1859 году по проекту архитектора А. С. Шашина (сохранился по настоящее время). В новое здание была перенесена и домовая церковь, которая в этом же году была освящена преосвященным Антонием, викарием Херсонской епархии.
Преподавательский состав Одесского института благородных девиц пополнялся в том числе преподавателями из заграницы. Первоначально срок обучения в институте составлял двенадцать лет (приём в него осуществлялся с шести лет), затем срок обучения был сокращён до девяти лет и в институт принимали девочек с девятилетнего возраста. Во второй половине XIX века полный курс образования длился шесть лет. После окончания института выпускницы могли работать гувернантками в семьях высшего общества.
В начале 1870-х годов институт возглавила и руководила до конца своей жизни вдова действительного статского советника Анна Фёдоровна Чикуанова (урожденная Крюковская), которая в 1870 году была начальницей Керченского института благородных девиц. После её смерти, в октябре 1889 года начальницей института стала жена гвардии полковника Варвара Платоновна Кандыба (урождённая Фредерикс, 1853—1932). На своем посту она оставалась до закрытия этого учебного заведения после октябрьского переворота 1917 года.
В числе известных людей, работавших в Одесском институте благородных девиц, были: преподаватель и писательница Анна Семёновна Ганнибал (троюродная сестра А. С. Пушкина); профессор Новороссийского университета В. Н. Ренненкампф и приват-доцент этого же вуза В. Ф. Лазурский.
В числе воспитанниц института — Юлия Петровна Вревская — баронесса, друг И. С. Тургенева.
Одесский институт благородных девиц прекратил свое существование в 1920 году, когда в России шла Гражданская война.
В настоящее время это здание принадлежит Одесскому национальному морскому университету. В декабре 2001 года в здании началось восстановление храма святой Мученицы царицы Александры. 8 февраля 2002 года церковь была освящена митрополитом Агафангелом.